# Beyond Meat
Beyond Meat — підприємство з виробництва рослинних замінників м'яса, засноване 2009 року Етаном Брауном у Каліфорнії, США. Перші товари компанії стали доступними у США 2012 року. На підприємстві створили низку харчових продуктів, які імітують смак та фактуру курятини, яловичини та свинини.

## Історія
Компанія була заснована Ітаном Брауном (англ. Ethan Brown) у Каліфорнії в 2009 році. Стартап отримав венчурне фінансування від GreatPoint Ventures, Kleiner Perkins, Obvious Corporation, Білла Гейтса, Біза Стоуна, Humane Society і харчової корпорації Tyson Foods. У квітні 2013 року компанія почала продавати курячу продукцію на рослинній основі в супермаркетах Whole Foods у США. У 2014 році було розроблено імітований продукт з яловичини.
У жовтні 2016 року Tyson Foods придбала 5 % акцій Beyond Meat. Компанія Tyson Foods продала свої 6,5 % акцій та вийшла з інвестицій у квітні 2019 року, отримавши прибуток.
У червні 2018 року компанія Beyond Meat відкрила свій другий виробничий завод у Коламбії, штат Міссурі, в результаті чого виробничі площі компанії зросли втричі. Компанія також заявляла, що має 27 000 точок розповсюдження своєї продукції у США. У липні 2019 року Dunkin Donuts оголосили, що почнуть продавати на Манхеттені бутерброди на сніданок із використанням продукту «М'ясна ковбаса», а національна дистрибуція планувалася з 6 листопада 2019 року.
П'ятого травня 2020 року Beyond Meat опублікувала п'ятий квартальний звіт як публічна компанія. Виручка зросла на 142 %, що значно менше, ніж у попередні чотири квартали (коли темпи її зростання становили від 213 до 287 %), однак, темпи зростання виручки залишалися значно вищими, ніж темпи зростання ринку м'ясних продуктів на рослинній основі (він зростав на 54 % за рік). Зростання конкуренції призвело до деякого зниження цін на продукцію. У компанії очікували, що карантинні заходи сприятимуть попиту на її продукцію.[ангажоване джерело]
На травень 2020 року Beyond Meat мала ринкову вартість 7,6 мільярда доларів США.
У жовтні 2022 роre компанія оголосила про скорочення персоналу на 19%, або приблизно на 200 співробітників, через зниження доходу. Станом на 31 грудня 2022 року капіталізація компанії становила 784,67 мільйони доларів.